# مقاطعة ميريماك (نيو هامبشاير)
مقاطعة ميريماك هي مقاطعة في نيوهامشير، بلغ عدد سكانها 146٬445  نسمة، في 2010، عاصمتها كونكورد، نيوهامبشر، تبلغ مساحتها 2٬477 كيلومتر مربع.

## الموقع
تشترك في الحدود مع:
- مقاطعة بلكناب (نيو هامبشاير)
- هيلسبوروغ.

## التقسيمات الإدارية
- Allenstown, New Hampshire [الإنجليزية]‏
- Andover, New Hampshire [الإنجليزية]‏
- Boscawen, New Hampshire [الإنجليزية]‏
- Bow, New Hampshire [الإنجليزية]‏
- Bradford, New Hampshire [الإنجليزية]‏
- كانتربوري
- تشيتشيستر
- كونكورد، نيوهامبشر
- دانبوري
- دونبارتون
- إيبسون
- فرانكلين
- هنيكر
- هيل
- هوكسيت
- هوبكينتون
- لودون
- نيوبوري
- نيو لندن
- نورثفيلد
- بيمبروك
- Pittsfield, New Hampshire [الإنجليزية]‏
- Salisbury, New Hampshire [الإنجليزية]‏
- Sutton, New Hampshire [الإنجليزية]‏
- Warner, New Hampshire [الإنجليزية]‏
- Webster, New Hampshire [الإنجليزية]‏
- Wilmot, New Hampshire [الإنجليزية]‏.

## أعلام
- ويليام سميث